# Temefos
Temefos is een symmetrisch opgebouwde organische verbinding met als brutoformule C16H20O6P2S3. De stof komt voor als kleurloze of witte kristallen. De stof wordt gebruikt als larvicide.

## Regelgeving
Het gebruik van biociden met temefos is niet meer toegelaten in de Europese Unie sedert 1 september 2006 en dergelijke biociden mogen ook niet meer op de markt gebracht worden. Frankrijk heeft hierop een uitzondering bekomen; het gebruik van temefos is toegestaan in de Franse overzeese departementen voor een essentiële toepassing waarvoor nog geen afdoende alternatieven bestaan, namelijk de bestrijding van ziekteverspreidende muggen. De toelating werd in januari 2011 verlengd tot 14 mei 2014.

## Toxicologie en veiligheid
De stof ontleedt bij verhitting of bij verbranding met vorming van giftige dampen, waaronder fosforoxiden en zwaveloxiden. Temefos reageert met sterke zuren en basen (hydrolyse).